# Kosyń (Dobre Miasto)
Kosyń (deutsch Kossen) ist ein Ort in der polnischen Woiwodschaft Ermland-Masuren. Er gehört zur Stadt-und-Land-Gemeinde Dobre Miasto (Guttstadt) im Powiat Olsztyński (Kreis Allenstein).

## Geographische Lage
Kosyń liegt am Westufer der Alle (polnisch Łyna) im nördlichen Westen der Woiwodschaft Ermland-Masuren, 18 Kilometer südwestlich der früheren Kreisstadt Heilsberg (polnisch Lidzbark Warmiński) bzw. 24 Kilometer nördlich der heutigen Kreismetropole und auch Woiwodschaftshauptstadt Olsztyn (deutsch Allenstein).

## Geschichte
Koßen, erst nach 1785 Kossen genannt, war einst ein eigenständiges Gutsdorf im ostpreußischen Kreis Heilsberg innerhalb des Regierungsbezirks Königsberg. Im Jahre 1874 wurde der Gutsbezirk Kossen in den neu errichteten Amtsbezirk Guttstadt (polnisch Dobre Miasto) eingegliedert. 64 Einwohner zählte Kossen im Jahre 1910.
Am 30. September 1928 verlor Kossen seine Eigenständigkeit. Das Dorf wurde in die Stadtgemeinde Guttstadt umgegliedert.
Als in Kriegsfolge 1945 das gesamte südliche Ostpreußen an Polen abgetreten wurde, erhielt Kossen die polnische Namensform „Kosyń“, Der Ort ist heute als eine Osada (=„Siedlung“) eine Ortschaft im Verbund der Gmina Dobre Miasto (Stadt-und-Land-Gemeinde Guttstadt) im Powiat Olsztyński, von 1975 bis 1998 der Woiwodschaft Olsztyn, seither der Woiwodschaft Ermland-Masuren unterstellt. Im Jahre 2021 hatt Kosyń 103 Einwohner.

## Religion
Kosyń gehört heute wie Kossen berits vor 1945 zur römisch-katholischen Pfarrei Dobre Miasto (Guttstadt), heute im Erzbistum Ermland gelegen.
Bis 1945 war Kossen auch in die evangelische Kirche Guttstadt in der Kirchenprovinz Ostpreußen der Kirche der Altpreußischen Union. Heute gehört Kosyń zur Diözese Masuren der Evangelisch-Augsburgischen Kirche in Polen.

## Verkehr
Kosyń liegt an der verkehrstechnisch bedeutenden polnischen Landesstraße 51, die die russisch-polnische Staatsgrenze bei Bezledy (Beisleiden) (ohne Grenzübergang) mit Olsztyn (Allenstein) und weiter als Schnellstraße D51 mit Olsztynek (Hohenstein) verbindet.
Die nächste Bahnstation ist Dobre Miasto an der PKP-Bahnlinie 221: Bahnstrecke Olsztyn Gutkowo–Braniewo.